# Storm in mijn hoofd
Storm in mijn hoofd is een Nederlandse dramafilm uit 2000 van Frans Weisz. Het is gebaseerd op een scenario van Chiem van Houweninge. De film heeft als internationale titel Storm inside my Head.
De film werd uitgebracht als Telefilm op 6 juli 2000.

## Rolverdeling
| Acteur             | Personage     |
| ------------------ | ------------- |
| Coen Flink         | Lucas Bron    |
| Pierre Bokma       | Petja Bron    |
| Will van Kralingen | Meriam Bron   |
| Suzanne Davina     | Mathilda Bron |
| Hedy Wiegner       | Elly          |
| Carice van Houten  | Titania       |